# Iglesia de Santa María (Valtierra)
La Iglesia de Santa María es un templo parroquial de la localidad de Valtierra, en la Comunidad Foral de Navarra. Levantado en el siglo XVI, contiene un monumental Retablo Mayor renacentista, entre los más artísticos de España en su estilo.

## Descripción
Consagrado bajo la doble advocación de la Santa Virgen María en el misterio de la Asunción y el obispo y mártir San Ireneo, se trata de un edificio de grandes proporciones construido en el siglo XVI sobre las ruinas de la antigua mezquita árabe de Valtierra. Tiene planta de cruz latina, con tres naves longitudinales y transepto, más cabecera pentapartita. Las naves laterales se subdividen en capillas. Las cubiertas consisten en bóvedas de nervaduras complejas, de estilo gótico-renacentista, que convergen sobre pilares de sección circular. Los arcos de sujeción (torales, formeros y perpiaños) se sitúan a caballo entre la ojiva y el medio punto. Todos los paramentos interiores y los plementos de las bóvedas están lucidos en blanco.
Su aparejo de ladrillo, típico de las construcciones religiosas de la Ribera Navarra y el bajo Aragón, produce en este caso una recia fábrica de austero aspecto exterior. La única elaboración artística se encuentra en la fachada principal, orientada al oeste. Presenta ésta un gran imafronte a manera de templo clásico, con puerta adintelada, cornisa y ventanal con pequeño frontón semicircular, todo ello dispuesto en un paño vertical que flanquean cuatro pilastras prismáticas de orden toscano y que cubre un entablamiento con arquitrabe y friso liso, y un frontón con un óculo abierto. La torre, adosada en el lado izquierdo, presenta cinco cuerpos de anchura decreciente separados por cornisas molduradas y con triglifos; los cuatro primeros cuerpos son prismáticos, mientras que el superior tiene sección octogonal, con óculos y campaniles que actualmente están cegados.

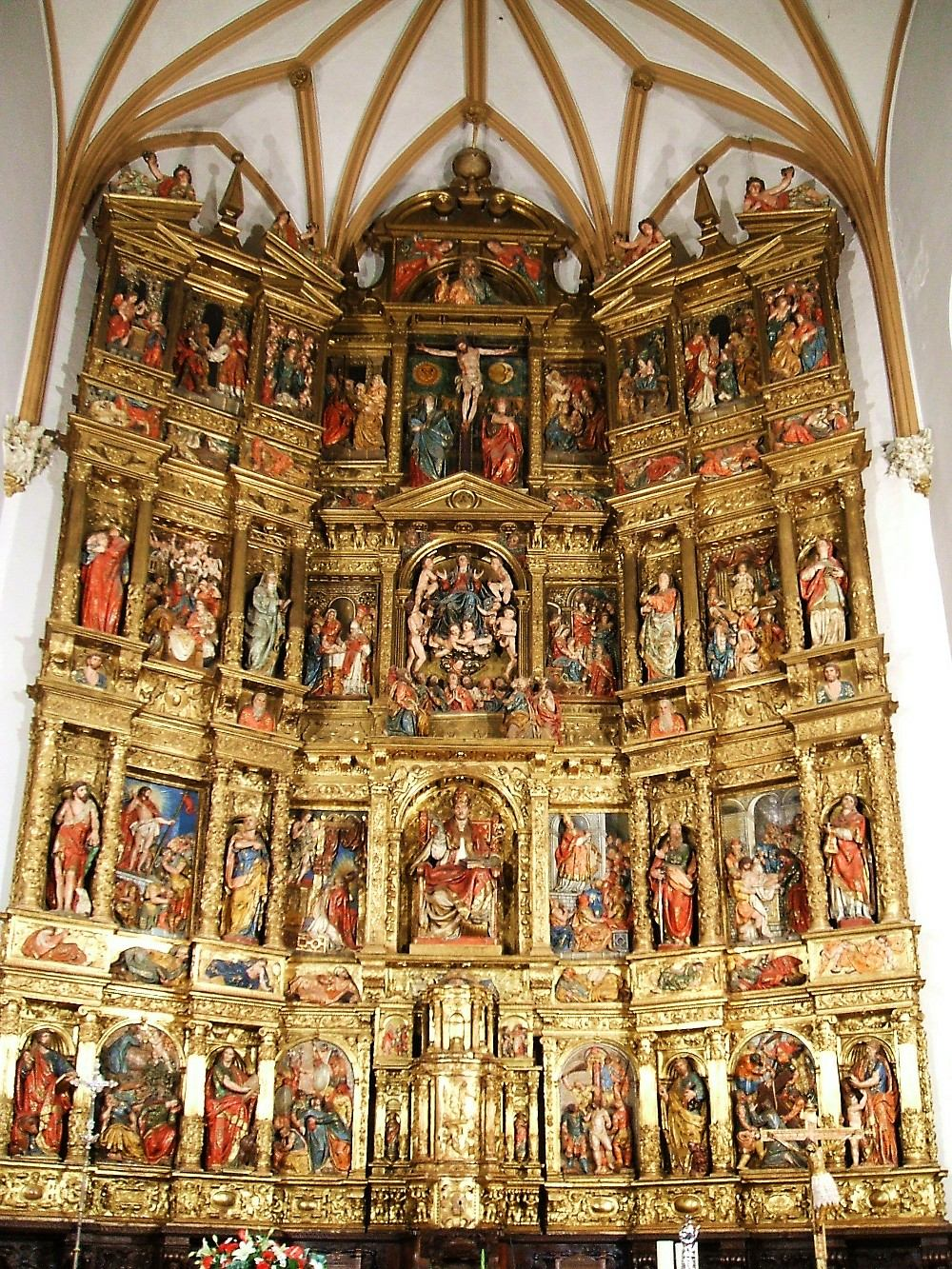
Retablo Mayor plateresco-manierista

### Retablo Mayor
El elemento más interesante del templo es, con diferencia, su monumental Retablo Mayor, construido en el siglo XVI, en sustitución de un retablo anterior gótico, dentro del estilismo renacentista, con detalles platerescos en su mitad inferior, primera en ser acometida y por lo tanto más antigua, y manierista en la parte superior. Ambos subestilos se conjugan armoniosamente, dando lugar a un conjunto muy bien equilibrado. Hay registro documental de que lo empezó a construir en 1577 el Maestro Juan Martínez de Salamanca. Al morir en 1580, continuaron su obra Juan de Ancheta, Blas de Arbizu, Lope de Larrea y otros maestros, quienes lo finalizaron en 1598. Fue encargado y enteramente sufragado por el pueblo de Valtierra.
La mazonería dorada y ricamente policromada se compone de cuatro cuerpos, tres entrecuerpos y nueve calles divididas en grupos de a tres, más la predela o banco y un ático formado base de frontones, siendo partidos los que cubren los dos grupos de calles de los lados. En tan compleja compartimentación se dispone el rico programa iconográfico, con multitud de santos, doctores de la Iglesia y pasajes evangélicos. En total, se contabilizan 3 conjuntos escultóricos, 16 tallas grandes de bulto redondo, 2 tallas pequeñas de bulto redondo, 20 relieves grandes y 22 relieves pequeños, de los cuales 4 corresponden a bustos. En la calle principal se sitúan las tres piezas de mayor tamaño y más elaboradas: de abajo arriba, y sobre el sagrario, pueden contemplarse a San Ireneo con los atributos de Obispo de Lyon y sedente en hornacina (segundo cuerpo), la Ascensión de la Virgen en hornacina y bajo frontón triangular (tercer cuerpo) y el Calvario, descargado al cuarto cuerpo en lugar de situarse, como es habitual, en el ático; este lugar cimero es ocupado en su lugar por Dios Padre.
En 1999 este retablo, que ha llegado hasta nuestros días en unas condiciones de conservación y limpieza excepcionalmente buenas, fue declado Bien de Interés Cultural por Decreto Foral 211/99 de 7 de junio.
Del resto del mobiliario, ofrecen interés los dos púlpitos gemelos asomados a la nave transversal, algunos retablos barrocos y la sillería churrigueresca del coro.

## Galería de imágenes

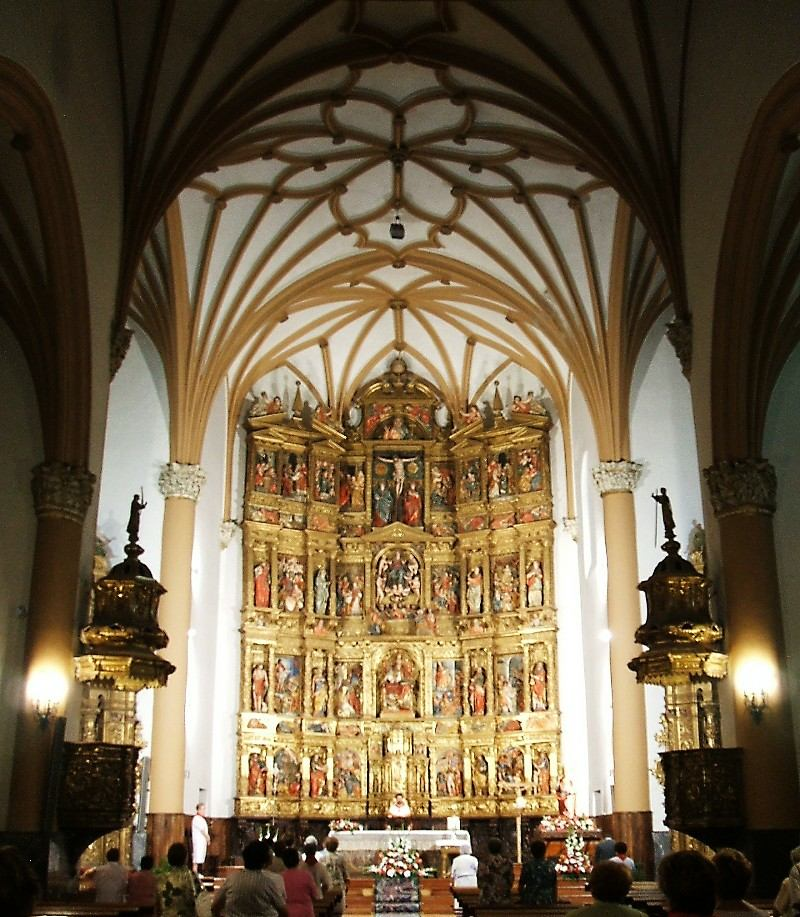
Cabecera
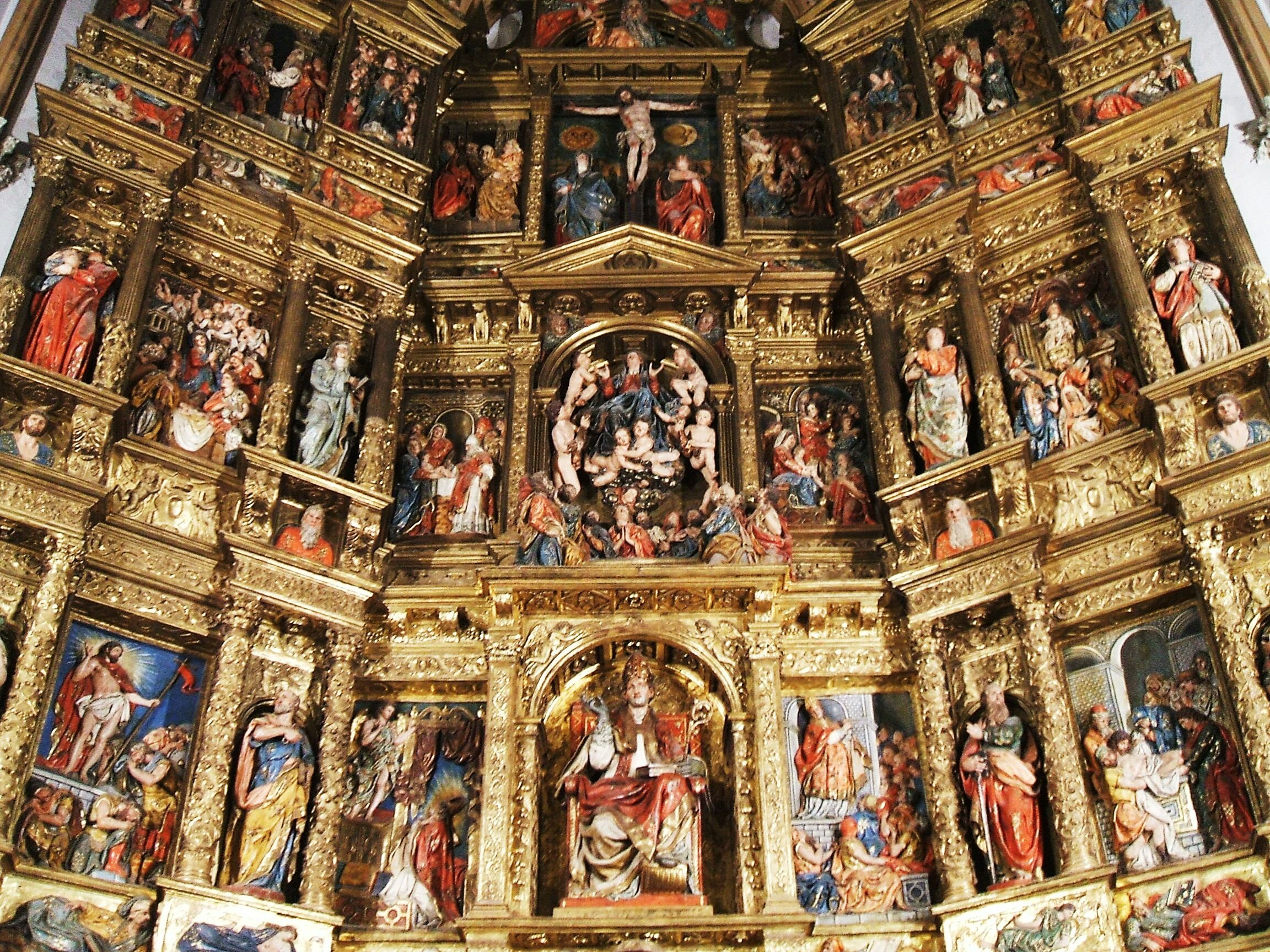
Retablo Mayor, detalle